# Nora Somoza
Nora Bonifacino de Somoza, también conocida como Nora B. de Somoza o simplemente Nora Somoza (8 de agosto de 1930 - 17 de enero de 2013) fue una tenista argentina.
Somoza, apodada "Norita", creció en Coronel Suárez, provincia de Buenos Aires.
Fue número uno argentina y estuvo activa en las décadas de 1950 y 1960. Fue tres veces ganadora del torneo del Río de la Plata y representó a su país en los Juegos Panamericanos de Chicago de 1959. 
En 1961 alcanzó la tercera ronda de individuales tanto en el Campeonato de Francia como en Wimbledon. También formó equipo con Reino Nyyssönen en Wimbledon para alcanzar los cuartos de final de dobles mixtos. 
Somoza fue miembro del equipo argentino en la Copa Federación en 1965 en un empate contra Nueva Zelanda en Melbourne. 